# 모용성
연 중종 소무황제 모용 성(燕 中宗 昭武皇帝 慕容盛, 373년 ~ 401년, 재위 : 398년 ~ 401년)은 중국 오호 십육국 시대 후연의 제4대 황제로, 자는 도운(道運)이며, 창려군 극성현(棘城縣) 사람이다.

## 생애
모용성은 모용보의 장남으로 모후는 정(丁)씨이다. 어린 시절부터 모략이 뛰어났다고 한다. 전진의 장안에서 출생하여 비수대전이 벌어졌을 무렵 장안에 거주하고 있었다.
385년, 장안이 서연에 의해 포위되자, 부견은 장안 성내의 모용씨들을 학살하였는데 모용성은 성을 탈출하여 목숨을 건질 수 있었다.
모용성은 서연의 모용충을 의지하여 386년에 병주까지 이동하였으며 12월경에 서연의 진중을 탈출하여 387년에 후연의 모용수에게 귀환하였다. 모용성은 장락왕에 봉해졌다.
398년, 용성에서 모반이 일어나 반란군에게 함락되자 모용성은 모용보와 함께 탈출하여 각지를 떠돌았다. 모용보가 난한에게 돌아가는 것을 반대하던 모용성은 결국 이탈하였고, 모용보가 난한에게 살해되자 모용성은 복수를 위해 난한에게 거짓 항복하였다.
난한은 모용성이 자신의 외손자였기 때문에 죽이지 않고 측근으로 삼았다. 모용성은 난한의 형제 사이를 이간질하고 모용기(慕容奇)의 반란을 사주하였다. 모용기가 반란을 일으키자 토벌군의 지휘권 문제로 난제(蘭提) 등이 반란을 일으켰고 이를 진압하고 돌아온 난목(蘭穆)을 모용성이 살해, 난한도 군대에 의해 주살되어 난한의 찬탈은 종식되었다. 모용성은 황제로 즉위하지 않은 채 자신이 봉해진 작위인 장락왕을 자칭하며 후연의 황제를 대행하였다.
모용성은 치세 내내 수많은 옥사를 일으켜 많은 공신과 종친들을 처형하였다. 이러한 폭정으로 반란이 일어나기도 하였다. 한편 모용성은 398년 말에 황제에 즉위하고 건평으로 개원하였으나, 이듬해 정월에 다시 서인천왕(庶人天王)으로 칭호를 깎았다.
400년에는 고구려를 공격하여 신성과 남소성을 함락시키고 700여 리의 영토를 개척하였으나, 401년 8월, 용성 내부에서 전장군 단기(段璣)가 일으킨 반란으로 습격을 받아 부상을 입고 끝내 사망하였다.

## 가족
- 아내 : 난왕비(蘭王妃)
- 아들 : 모용정(慕容定)

## 참고 문헌
- 《위서(魏書)》
- 《진서(晉書)》
- 《자치통감(資治通鑑)》

| 전임 아버지 혜민제 모용보 (비정통) 장인 창려왕 난한 | 제4대 후연의 황제(천왕) 398년 ~ 401년 | 후임 숙부 소문제 모용희 |